# Luis Sánchez Rubio
Luis Sánchez Rubio, (Alpedrete, Comunidad de Madrid, España, 25 de febrero de 1950) fue un exfutbolista español que se desempeñaba como defensa.

## Clubes
| Club       | País   | Año       |
| ---------- | ------ | --------- |
| CA Osasuna | España | 1972-1980 |